# Mercato dei tessuti (Cracovia)

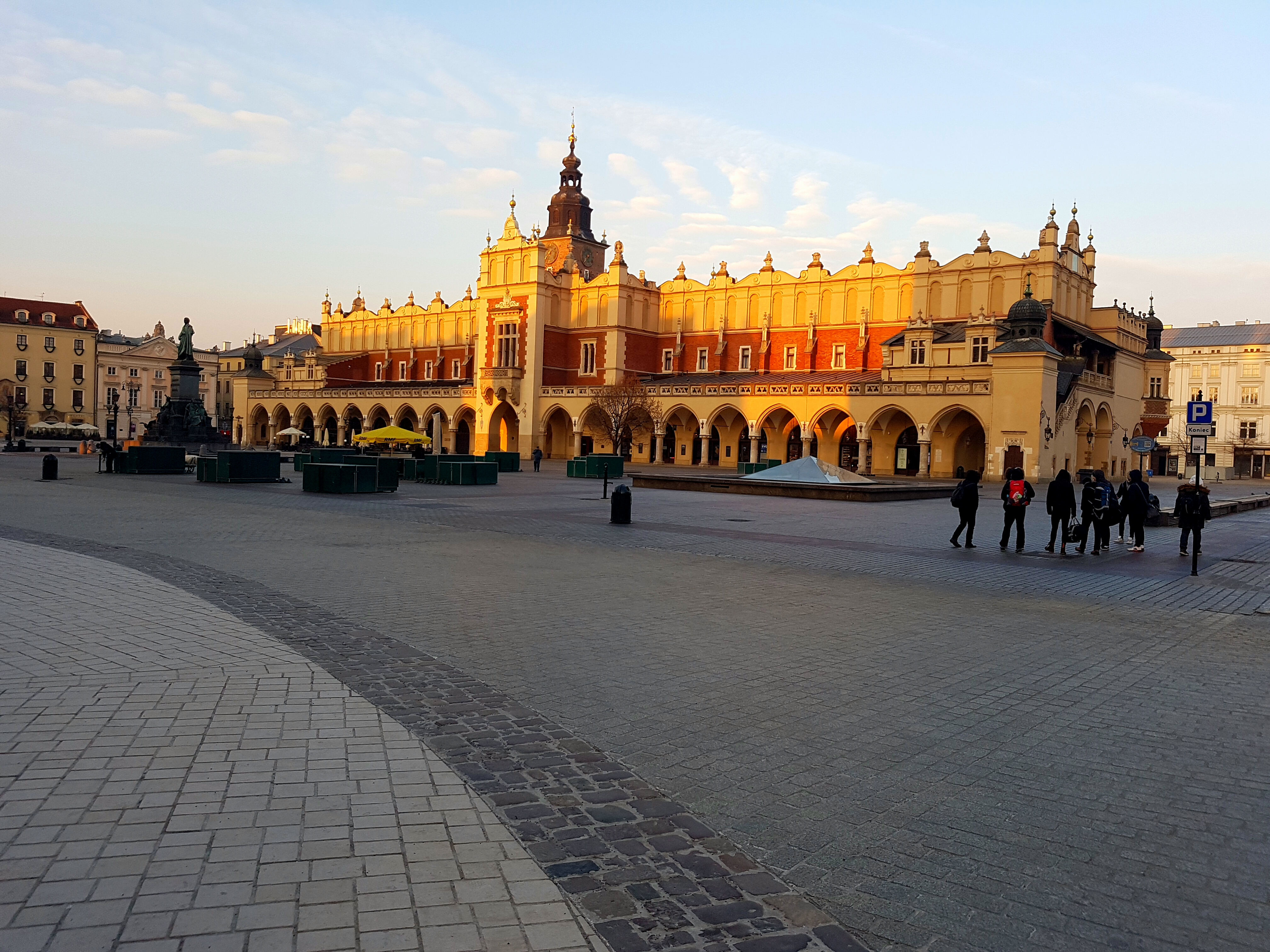
Il Mercato dei Tessuti

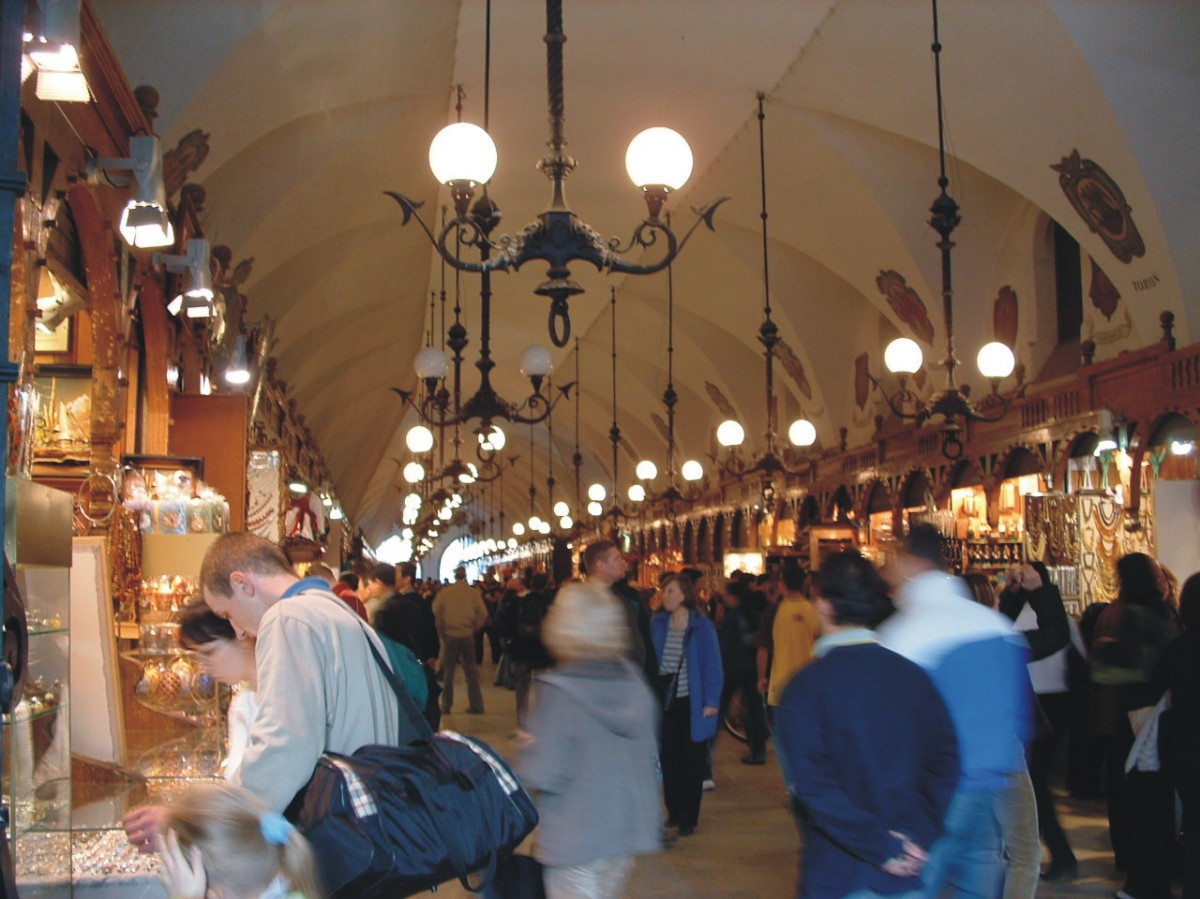
Il piano terra del Mercato dei Tessuti

Il Mercato dei tessuti (in polacco Sukiennice) sorge nel centro del Rynek Główny, la piazza centrale di Cracovia, ed è l'edificio più grande della piazza stessa.

## Storia
La vocazione commerciale del Rynek Główny, la piazza al centro della quale oggi si erge la costruzione del Mercato dei tessuti, è attestata sin dal 1257, quando il re Boleslao V di Polonia consentì la delimitazione mediante due filari di pietre di uno spazio centrale alla piazza per lo svolgersi delle attività di commercio e scambio. L'edificio in sé fu eretto in forme gotiche agli inizi del XIV secolo: qui i mercanti di Cracovia si riunivano per contrattare e svolgere i propri affari, commerciando spezie, seta, cera, cuoio, ma soprattutto i tessuti provenienti dall'Inghilterra o dalle Fiandre, e il sale proveniente dalle vicine miniere di Wieliczka.
Il Sukiennice conobbe una travagliata vicenda costruttiva. Il primo rimaneggiamento ebbe luogo intorno al 1358 per impulso di re Casimiro III il Grande, che volle fornire alla città di Cracovia una nuova sala dei tessuti in una rinnovata veste gotica. Si trattava di una grande aula, lunga 108 m e larga 10 m, dotata di due file di bancarelle profonde 7,5 m su entrambi i lati e aperta verso la piazza circostante con due sequenze di portici a sesto acuto verso i lati nord e sud. Questa costruzione, gravemente danneggiata da un incendio scoppiato nel 1555, fu poi radicalmente rimaneggiata in forme rinascimentali da Giovanni Maria Padovano e Santi Gucci, a cui in particolare sono ascrivibili le volute e le sculture dell'attico.
In occasione della generale riorganizzazione della Piazza del Mercato nel 1875–1879, la sala dei tessuti fu infine ripensata secondo il progetto di Tomasz Pryliński. Le stalle e gli edifici adiacenti, aventi carattere superfetativo, furono demoliti, mentre la sala inferiore fu trasformata con l'inserimento di una serie di bancarelle commerciali in legno poste lungo le pareti. Decorata nel 1895 con gli stemmi delle città polacche e gli emblemi delle corporazioni dei sigilli, la sala superiore è stata infine rifunzionalizzata con l'inserimento di spazi museali.

## Museo

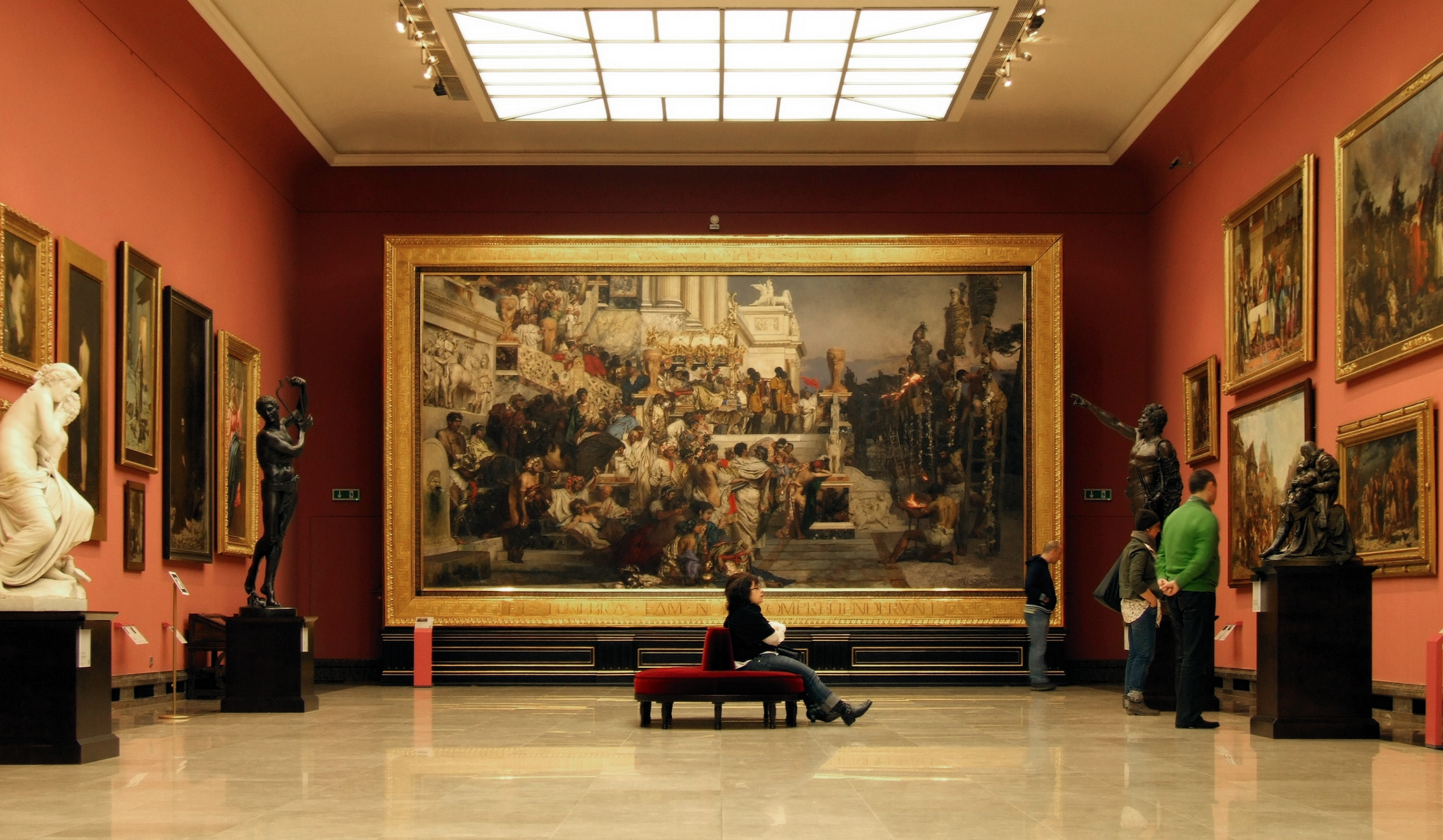
Le torce di Nerone nella sala Siemiradzki del museo al piano superiore del Mercato

Al piano superiore della costruzione è presente la suddivisione Sukiennice del museo nazionale di Cracovia, dove è esposta la più ampia collezione permanente di dipinti polacchi del XIX secolo.
Molto ben rappresentate qui sono le correnti tardobarocche, rococò, classiciste e soprattutto romantiche; tra le opere più significative figurano Kościuszko pod Racławicami [Kościuszko alla battaglia di Racławice] e Hołd Pruski [Omaggio Prussiano] di Jan Matejko, Szał uniesień [La follia] di Władysław Podkowiński, il monumentale Pochodnie Nerona [Le torce di Nerone] di Henryk Siemiradzki, e varie opere realizzate da membri rappresentativi del movimento della Giovane Polonia, come Jacek Malczewski e Józef Chełmoński.